# Monterrey Challenger 1995
Il Monterrey Challenger 1995 è stato un torneo di tennis facente parte della categoria ATP Challenger Series nell'ambito dell'ATP Challenger Series 1995. Il torneo si è giocato a Monterrey in Messico dal 2 all'8 ottobre 1995 su campi in cemento.

## Vincitori

### Singolare
João Cunha e Silva ha battuto in finale  Steve Campbell con il punteggio di 6–2, 7–6

### Doppio
Mark Knowles /  Daniel Nestor hanno battuto in finale  Nicolás Pereira /  David Rikl con il punteggio di 3–6, 6–1, 6–4